# Augusto Corrêa
Augusto Corrêa este un oraș în Pará (PA), Brazilia. 